# Narycia astrella
Narycia astrella är en fjärilsart som beskrevs av Herrich-Schäffer 1851. Narycia astrella ingår i släktet Narycia och familjen säckspinnare. Inga underarter finns listade i Catalogue of Life.